# ジャンジュケトゥス
ジャンジュケトゥス（学名：Janjucetus）は基盤的ヒゲクジラ類の絶滅属で、オーストラリア南東部のおよそ2500万年前の後期漸新世の地層から発見され、J. hunderi 1種のみを含む。現生のヒゲクジラ類とは異なり、クジラヒゲを持たないかわりに獲物を保持し貫くための大きな歯を備え、濾過摂食ではなく大型の獲物を1個体ずつ捕らえる捕食者であったと考えられている。しかしその歯は複雑に入り組んだ外形を持ち、現生の濾過摂食アザラシであるカニクイアザラシ (Lobodon carcinophaga) の歯に似ているが、カニクイアザラシはその歯を用いて濾過を行っている。ジャンジュケトゥスの捕食行動はおそらく現生のヒョウアザラシ (Hydrurga leptonyx) のようなものであり、大型魚類を食べていた可能性がある。ヒゲクジラ類と同じくジャンジュケトゥスは反響定位を行えなかったが、非常に大きな眼を備えていたため鋭敏な視覚を持っていたと考えられている。唯一の標本は Jan Juc 海浜で発見されており、そこでは絶滅鯨類の Mammalodon、Prosqualodon、Waipatia の化石も見つかっている。

## 発見と命名

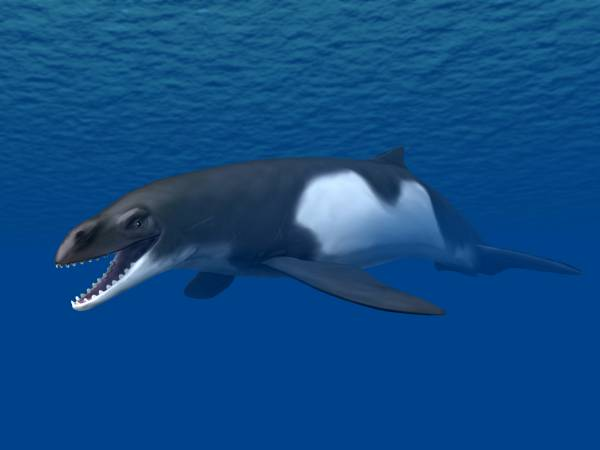
ジャンジュケトゥス復元図

ジャンジュケトゥスの唯一の化石は、1990年代後半にオーストラリア・ビクトリア州の町 Jan Juc 近郊で、2700-2390 万年前（後期漸新世）の海成層から、Staumn Hunder という名の十代のサーファーによって発見された。学名 Janjucetus hunderi は発見地と発見者の両方にちなんで命名された。Hunder はサーフィン中に巨礫表面に茶色く現れていた化石に気づいたと伝えられている。発見後すぐに Hunder と彼の父親はその礫を移動させて、さらなる研究のためにモナシュ大学まで運んだ。NMV P216929 の標本番号が与えられた保存状態の良い化石には、ほぼ完全な頭骨・下顎骨・脊椎・肋骨・肩甲骨・橈骨が含まれ、メルボルンのミュージアム・ビクトリア古生物学コレクションに保管されている。2006年 Erich Fitzgerald によって正式に記載され、オーストラリアの古第三紀クジラ類化石のなかで最も完全なものの一例である。

## 記載

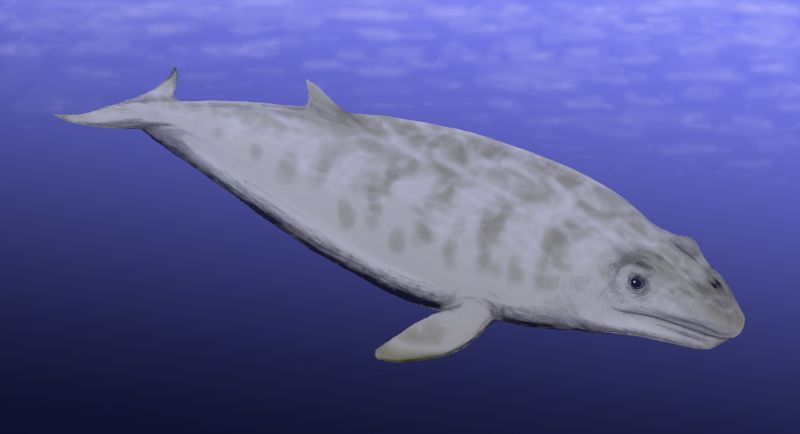
ジャンジュケトゥス復元図

ジャンジュケトゥスは全長が 3.5 m になったと推定され、これは現生のハンドウイルカ (Tursiops spp.) と同じくらいで、現生のヒゲクジラ類に比べるとずっと小さい。吻は幅広く三角形で、現生ヒゲクジラ類とはちがって平たくなったり長く伸びたりはしていなかった。上顎では上顎骨が吻の 79% を構成していた。左右の下顎骨は癒合（下顎結合）しており、これは現代のヒゲクジラ類下顎結合が口内容積を著しく増大させるために柔軟であることと対照的である。原始的なクジラ類である古鯨類と比較して吻は広く、これは現代ヒゲクジラ類の大きな口の前兆だったのかもしれない。他のヒゲクジラ類と同様、ジャンジュケトゥスには反響定位能力は無かった：しかし、下顎に沿って現代のハクジラ類が持っているのと似た大きな脂肪の線が走っていた可能性があり、これはジャンジュケトゥスが超音波を検出できたことを意味するかもしれない。彼らはヒゲクジラ類としては体のサイズに対して並はずれて大きな眼を持ち、頭骨の高い箇所に位置している：これも同様に彼らが反響定位ではなく鋭い視覚に頼っていたことを示すのだろう。
ジャンジュケトゥスはクジラヒゲを持たないかわりに大型の歯を持っていた。切歯と犬歯は円錐形で突き刺すための歯列を形成する一方、小臼歯と大臼歯は鋸歯状の刃のような形状をしていた。歯根は根深く、頬歯は2本の歯根を持ち、大型の獲物を扱うための適応だと考えられている。歯は口裂の後方に向かうにつれ大きさが減少していく。かなり大きな側頭筋を持っていたことが頭骨の上部から判明しており、強力な咬合を行っていたことを示している。上顎に、4本か6本の切歯、2本の犬歯、8本の小臼歯、4本または6本の大臼歯を備えていた。歯には強く畝を形成したエナメル層があり、上顎歯は下顎歯よりも歯隙が広い。これらの歯は、ジャンジュケトゥスがその生態的地位に対してどれだけ高度に特殊化しているかを披露しているか、またはその後のクジラヒゲを備えたヒゲクジラ類に激増をもたらした進化の袋小路であったことを示唆している。

## 分類
ジャンジュケトゥスはクジラヒゲを持っていないが、鼻骨と脳函の接し方など鍵となる頭骨状の共有派生形質によってヒゲクジラ類であるとみなされている。ジャンジュケトゥスは、同じく南東オーストラリア産である Mammalodon と共に、マンマロドン科 (Mammalodontidae) に属する2属のうちの1属である。ジャンジュケトゥスは当初この属のみを含む単型のジャンジュケトゥス科 (Janjucetidae) に分類されていたが、2010年に Fitzgerald によって行われたその後の分岐分析でマンマロドン科に再分類され、ジャンジュケトゥス科 (Janjucetidae) はジュニアシノニムとなった。ジャンジュケトゥスは漸新世産の6つの有歯ヒゲクジラ類の1つであり、他には Mammalodon colliveri、M. hakataramea、Chonecetus、Aetiocetus、Llanocetus がいる。

## 純古生物学

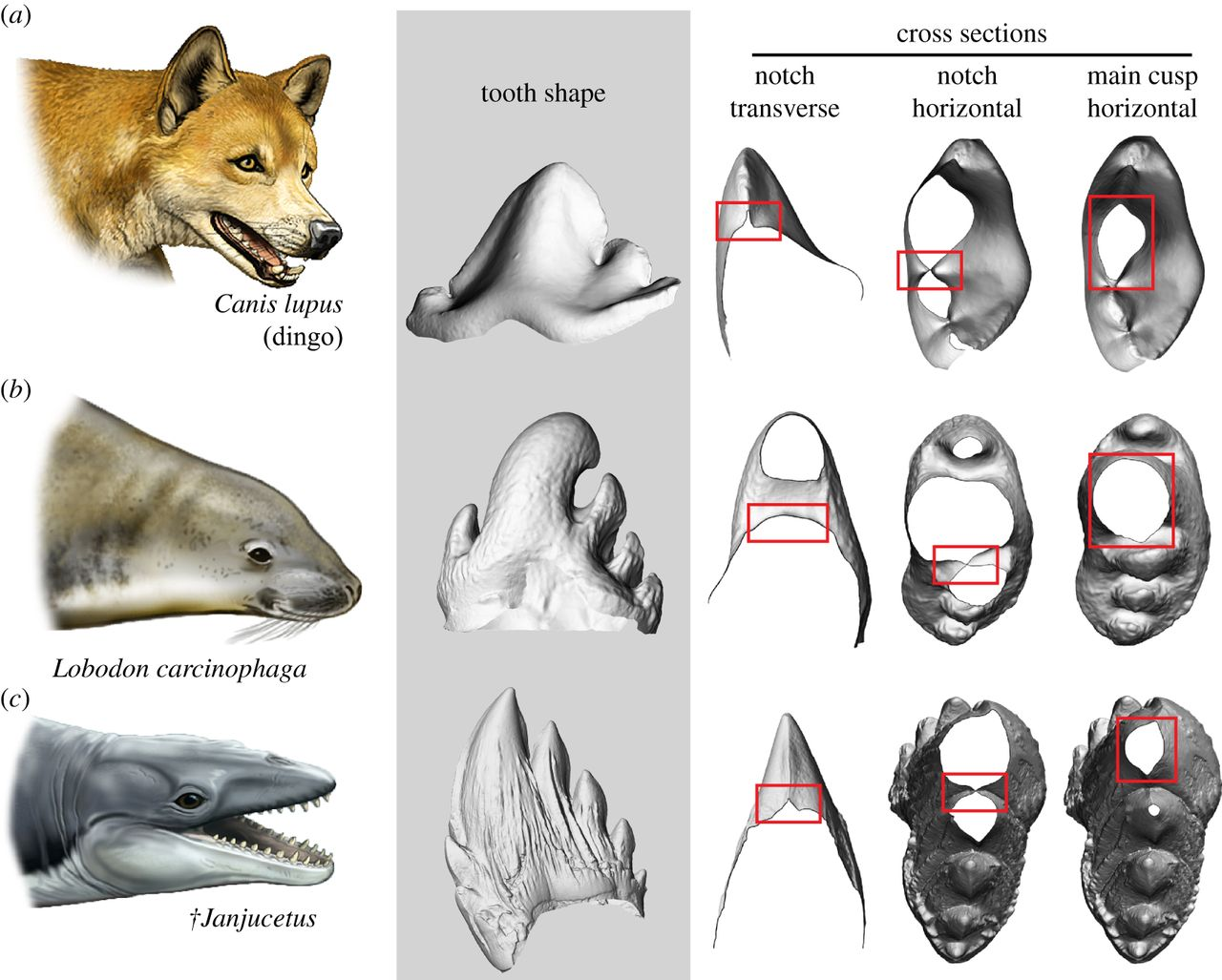
3次元表面モデルを用いたディンゴ (Canis lupus dingo)、カニクイアザラシ (Lobodon carcinophaga)、ジャンジュケトゥスの歯の比較

他のヒゲクジラ類とは異なりジャンジュケトゥスは濾過摂食のためのクジラヒゲは使用せず、かわりにその歯を用いてサメや魚類のような大型の獲物を捕まえていた。彼らの頭骨の形態は現代のヒョウアザラシ (Hydrurga leptonyx) と収斂進化を遂げているようにみえ、ヒョウアザラシと同様の捕獲して引き裂く摂食を行っていたと考えられる。
しかし口が閉じられるとき、前部の歯が咬み合って上下の頬歯がお互いの間に切り込むようにすることは可能で、これにより現代のカニクイアザラシ (Lobodon carcinophaga) と同じような濾過摂食ができたかもしれない。これはクジラヒゲの進化とそれに関わる濾過摂食の前段階である可能性がある。ジャンジュケトゥスの頭部は現代の吸引摂食を行うハクジラ類の幅広くあまり尖っていない頭部に形状が似ており、ジャンジュケトゥスが吸引摂食を行えた可能性を示している。

## 古生態学
ジャンジュケトゥスが見つかった Jan Juc 海浜はまた、いくつかの断片的な脊椎動物の種（サメ、エイ、硬骨魚など）も産出している。未同定の2つの鳥類化石も見つかっている。Mammalodon 以外にここで発見されている化石クジラ類では Prosqualodon や Waipatia がいる。